# Maastricht Airport (bedrijventerrein)
Maastricht Airport is een bedrijventerrein in de gemeente Beek in het zuiden van de Nederlandse provincie Limburg. De naam van het terrein verwijst naar de aanwezigheid van Maastricht Aachen Airport.
Maastricht Airport is ook bekend onder de naam Technoport Europe. Technoport Europe is vanaf eind jaren 1980 aangelegd aan de noordzijde van de startbaan, direct aan de A2. Het terrein is 60,1 hectare groot (56,6 netto) en huisvest 112 bedrijven die werk bieden aan 2607 personen. Er zijn voornamelijk luchtvaartgebonden bedrijven gevestigd. Langs de A2 staan verder grote kantoorcomplexen van onder andere BDO en Deloitte.
Aan de oostzijde van de startbaan is omstreeks 2008 begonnen met de ontwikkeling van AviationValley, waar circa 100 hectare bedrijventerrein is aangelegd.

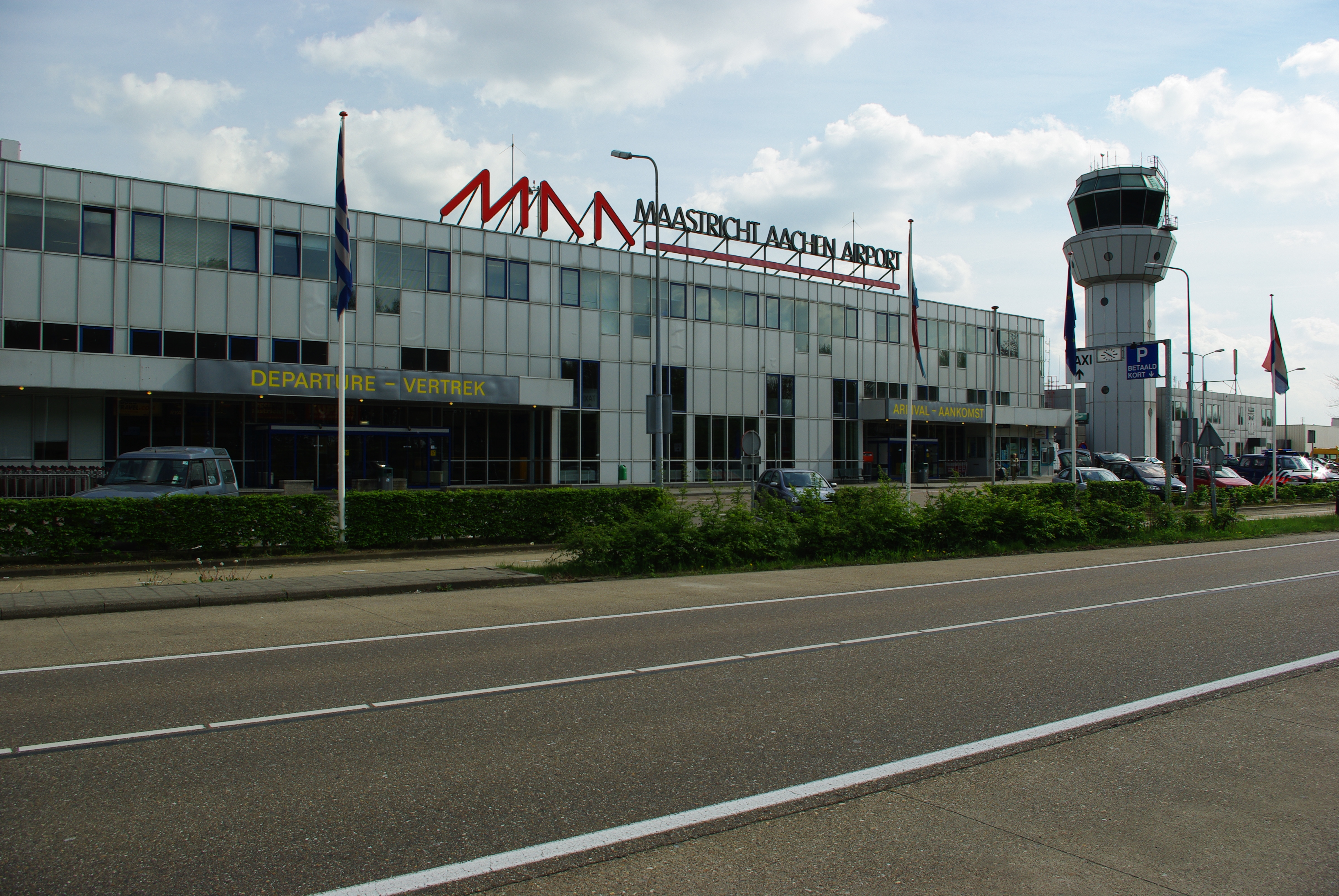
Luchthavengebouw

Dorpen: Beek · Genhout · Geverik · Neerbeek · Spaubeek

Buurtschappen en gehuchten: Hobbelrade · Hoeve · Kelmond · Klein-Genhout · Looiwinkel · Oude Kerk

Bedrijventerreinen: Beekerhoek · Maastricht Airport

Limburg: Steden en dorpen      Nederland: Provincies · Gemeenten